# フクロミツスイ
フクロミツスイ（袋蜜吸、学名：Tarsipes rostratus）は、双前歯目フクロミツスイ科フクロミツスイ属に分類される有袋類。本種のみでフクロミツスイ科フクロミツスイ属を形成する（単型）。

## 分布
オーストラリア（西オーストラリア州南西部）固有種

## 形態
体長オス4-9cm、メス6-9cm。尾長4.5-11cm。体重オス7-11g、メス8-16g。オスよりもメスの方が大型になる。背面は灰褐色、体側面は赤褐色、腹面は淡黄色の体毛で覆われる。後頭部から尾の基部にかけて明瞭な暗褐色、その両脇に不明瞭な淡褐色の計3本の縦縞が入る。
吻端は細長い。歯列は門歯が上顎4本、下顎2本、犬歯が上顎のみに2本、小臼歯が上顎のみに2本、大臼歯が上下3本ずつの計22本の歯を持つ。歯は小型で貧弱。舌はブラシ状。指の先端には肉球がある。また後肢の第1指は長く他の指と対向することができるため、物を掴むことができる。尾は長く、物に巻きつける事ができる。これら後肢や尾の形態は、樹上での生活（木の枝を掴む、または巻き付けて移動したり体を支える）に適応している。
乳首は4個。

## 生態
森林に生息する。樹上棲。夜行性。冬季は冬眠する。
食性は植物食で、哺乳類では唯一花の蜜と果実の汁を専食することが和名の由来。
繁殖形態は胎生で、周年繁殖し1回に2-4頭の幼獣を産む。幼獣は生後8週間程は母親の育児嚢の中で過ごす。幼獣が成長すると母親は幼獣を樹洞等に置いて採食へ出かける（幼獣の体重の合計が自分の体重を上回り動けなくなるため）。授乳期間は約11週間程。胚に休眠があり、幼獣を産んだ母親の子宮内にはもう1つ受精卵を持つことがある。そのため先に産まれた幼獣が育児嚢を出たり授乳期間を終えると、すぐに次の幼獣を産むことができる。生後6ヶ月程で性成熟する。寿命は1-2年。

## 人間との関係
開発による生息地の破壊、火入れ、人間により持ちこまれたネコによる食害等により生息数は減少している。